# Alexeï Guerman
Pour les articles homonymes, voir Guerman et German.
Alexeï Iourievitch Guerman (en russe : Алексей Юрьевич Герман), né le 20 juillet 1938 à Leningrad et mort le 21 février 2013 à Saint-Pétersbourg, est un cinéaste, réalisateur, scénariste, acteur et producteur de cinéma soviétique puis russe.

## Biographie
Fils de l'écrivain et scénariste Iouri Guerman, Alexeï Guerman entre aux studios Lenfilm en 1964. Bien qu'il soit considéré comme l'un des plus grands réalisateurs russes de la seconde moitié du XXe siècle, il n'a réalisé que six films en plus de quarante ans, dont deux inspirés des écrits de son père. Trois de ses œuvres ont été censurées — La Vérification (1971) et les deux films cités plus bas — et n'ont pu sortir qu'au moment de la perestroïka. Tous ses films ont été tournés dans les studios Lenfilm à Saint-Pétersbourg, dont il fut un temps administrateur. Alexeï Guerman commence sa carrière au théâtre, puis coréalise, avec Grigori Aronov, Le Septième Compagnon (1967), adapté d'une nouvelle de Boris Lavrenev.
Il est l'auteur de deux chefs-d'œuvre, Vingt Jours sans guerre (1976) et Mon ami Ivan Lapchine (1984). Après sa réhabilitation en 1986, et la sortie de ses films interdits, Alexeï Guerman, alors secrétaire de l'Union des cinéastes, devient l'un des cinéastes soviétiques les plus en vue. En 1987, le film Mon ami Ivan Lapchine est récompensé par le Prix des frères Vassiliev et reçoit également le Léopard de bronze au Festival international du film de Locarno. Le Prix d'État de l'URSS lui est attribué en 1988 pour le film La Vérification.
Il reçoit la distinction d'artiste du peuple de la fédération de Russie en 1994.
Il obtient l'Ordre du Mérite pour la Patrie le 20 juillet 1998. L'année suivante, son film Khroustaliov, ma voiture ! est sélectionné pour le Festival de Cannes et reçoit plusieurs prix Nika.
Le 30 juillet 2008, il est décoré de l'Ordre de l'Honneur pour sa contribution au développement du cinéma national.
Il est difficile d'être un dieu, son sixième et dernier film, dont le mixage, après sa mort, sera terminé par son fils Alexeï, est l'adaptation du roman des frères Arcadi et Boris Strougatski, Il est difficile d'être un dieu (L'Histoire du carnage d'Arkanar, Paris, Denoël, 1973). Il s'agit d'une réflexion philosophique sur la marche de l'Histoire et les rapports de pouvoir. Le film est récompensé par sept prix Nika en 2015 dont celui du meilleur réalisateur décerné à titre posthume.
Alexeï Guerman tournait ses films en noir et blanc car « les souvenirs n'ont pas de couleur ».
Le réalisateur est décédé d'insuffisance rénale le 21 février 2013. Il est inhumé au cimetière Bogoslovskoïe de Saint-Pétersbourg.

## Vie privée
Alexeï Guerman était marié à la scénariste Svetlana Karmalita avec qui il a eu un fils, le réalisateur et scénariste Alexeï Alexeïevitch Guerman (ou Alexeï Guerman Jr).

## Distinctions
- Artiste émérite de la République de Russie (1988)[6];
- Prix de la critique au Festival de Rotterdam, 1987 - Vingt Jours sans guerre[6];
- Meilleur film, Prix Bélier d'or, Moscou (Russie), 1999 - Khroustaliov, ma voiture ![6];
- Meilleure réalisation, Prix Bélier d'or, Moscou (Russie), 1999 - Khroustaliov, ma voiture ![6];
- Meilleur film de fiction, Prix Nika, Moscou (Russie), 1999 - Khroustaliov, ma voiture ![6];
- Meilleure réalisation, Prix Nika, Moscou (Russie), 1999 - Khroustaliov, ma voiture ![6];
- Prix spécial, Prix Eléphant blanc, Moscou (Russie), 2014 - Il est difficile d'être un Dieu[6].

## Filmographie

### Réalisateur
- 1965 : Cité ouvrière (Рабочий посёлок, Rabochiy posyolok) de Vladimir Venguerov - assistant réalisateur
- 1967 : Le Septième Compagnon (Седьмой спутник, Sedmoï spoutnik)
- 1971 : La Vérification (Проверка на дорогах, Proverka na dorogakh)
- 1976 : Vingt Jours sans guerre (Двадцать дней без войны, Dvadtsat dneï bez voïny)
- 1984 : Mon ami Ivan Lapchine (Мой друг Иван Лапшин, Moï droug Ivan Lapchine)
- 1998 : Khroustaliov, ma voiture ! (Хрусталёв, машину!, Khroustaliov, machinou !)
- 2013 : Il est difficile d'être un dieu (Трудно быть богом, Trudno byt' bogom)

### Acteur
- 1980 : Sergei Ivanovich ukhodit na pensiyu de Solomon Shuster
- 1980 : Rafferty de Semyon Aranovich (TV)
- 1981 : Lichnaya zhizn direktora de Vladimir Chredel (TV)
- 1989 : Temps révolu (Kanuvshee vremya) de Solomon Shuster
- 1991 : Le Château (Замок, Zamok) d'Alekseï Balabanov
- 1995 : Pribytiye poyezda (segment Trofilm) d'Alekseï Balabanov

### Scénariste
- 1984 : Mon ami Ivan Lapchine (Moï droug Ivan Lapchine)
- 1991 : La Chute d’Otrar (Гибель Отрара, Guibel Otrara) d'Ardak Amirkoulov
- 1998 : Khroustaliov, ma voiture ! (Khroustaliov, machinou !)
- 2013 : Il est difficile d'être un dieu (Трудно быть богом, Trudno byt' bogom)

### Producteur
- 1991 : La Chute d’Otrar (Гибель Отрара, Gibel Otrara) d'Ardak Amirkoulov
- 1991 : Les Jours heureux (Stchastlivye dni) d'Alekseï Balabanov